# Augustyn Piotrowski
Augustyn Piotrowski – poseł do Sejmu Krajowego Galicji III kadencji (1870–1873), doktor, c.k. profesor w Krakowie.
Wybrany w I kurii obwodu Tarnów, z okręgu wyborczego Tarnów, na jego miejsce 19 listopada 1873 obrano Józefa Męcińskiego.